# 앨런 암스트롱
앨런 암스트롱(Alun Armstrong, 1946년 7월 17일 ~ )은 잉글랜드의 배우이다.

## 출연 작품

### 영화
- 겟 카터 (1971)
- 머나먼 다리 (1977)
- 결투자들 (1977)
- 프랑스 중위의 여자 (1981)
- 혹성의 위기 (1983)
- 추악한 사냥꾼 (1990)
- 패트리어트 게임 (1992)
- 스톤 스콜피오 (1992)
- 블랙 뷰티 (1994)
- 딥어드벤쳐 (1995, An Awfully Big Adventure)
- 브레이브하트 (1995)
- 세인트 (1997)
- 오네긴 (1999)
- 슬리피 할로우 (1999)
- 해리슨의 꽃 (2000)
- 프루프 오브 라이프 (2000)
- 미이라 2 (2001) - 발터즈 하페즈 역
- 올 어바웃 러브 (2003)
- 밀리언즈 (2004)
- 반 헬싱 (2004) - 지네트 추기경 역
- 올리버 트위스트 (2005)
- 에라곤 (2006)
- 포썸: 죽음을 부르는 기억 (2018, Possum) - 모리스 역

### 텔레비전
- 페니 드레드풀 (2014)
- 다운튼 애비 (2014)
- 프런티어 (2016)